# Louis Lee Sing
Louis J.E. Lee Sing (* 30. Mai 1951) ist ein trinidadischer Politiker und Schriftsteller. Von 2010 bis 2013 war er der 40. Bürgermeister von Port of Spain.

## Leben
Lee Sing begann seine berufliche Laufbahn als Journalist bei der Wochenzeitung The Bomb. Von 1981 bis 1993 war er Vorstand der Genossenschaftsbank Eastern Credit Union, deren Mitgliederzahl sich während seiner Amtszeit von 1000 auf 35.000 erhöhte und deren Einlagen sich in derselben Zeit von einer Million auf 205 Millionen Dollar erhöhten.
Im August 2001 gründete Lee Sing die Citadel Group, eine Medienfirma, die unter anderem diverse Radiostationen in Trinidad betrieb. Nachdem nach der Wahl zum Repräsentantenhaus 2001 die PNM den Premierminister stellte, geriet die Citadel Group in Korruptionsverdacht, da die Sender der Firma bei der Lizenzvergabe bevorzugt wurden. 2009 unterbreitete Sing im Namen der Citadel Group den kontrovers aufgenommenen Vorschlag, eine zivile Dienstpflicht einzuführen, diese durch die Citadel Group einrichten und betreuen zu lassen und dafür Gelder aus dem nationalen Arbeitslosenförderungsprogramm zu verwenden. Das Konzept wurde in der Politik jahrelang diskutiert, aber letztendlich nie umgesetzt.
Von Juli 2010 bis November 2013 war Lee Sing Bürgermeister von Port of Spain. Bei den zuvor durchgeführten landesweiten Wahlen hatte die regierende PNM verloren, in Port of Spain jedoch gewonnen, so dass sie dort weiterhin den Bürgermeister stellen konnte. Erst 2012, also während seiner Amtszeit als Bürgermeister, veräußerte er seine Radiosender an die One Caribbean Media, was wiederum zu Kritik in der Presse führte. In den 2010er-Jahren war Lee Sing Präsident des trinidadischen Fußball-Erstligisten Morvant Caledonia United (damals Caledonia AIA).
2012 kam es zum Zerwürfnis zwischen Lee Sing und der PNM. Die Partei warf Lee Sing einen autoritären Führungsstil vor, er selbst beklagte sich hingegen über ein Demokratiedefizit innerhalb der Partei. 2013 wurde er von Raymond Tim Kee (ebenfalls PNM) als Bürgermeister abgelöst. Anfang 2015 verließ Lee Sing die PNM. Schon im Oktober 2014 kündigte er die Gründung einer neuen Partei an, des Port of Spain People’s Movement (PPM), das bei den bevorstehenden Kommunalwahlen im Dezember desselben Jahres ausschließlich in Port of Spain antreten sollte. Die Wahl fand am 2. Dezember 2019 statt, und die PPM gewann keinen einzigen der zwölf in Port of Spain vergebenen Sitze.
Neben seiner politischen Tätigkeit betreibt Lee Sing ein Buchgeschäft und einen kleinen Verlag. 2014 veröffentlichte er seine Autobiographie, Local Government in Trinidad – Conspiracy Against the People, die ausschließlich auf seine Zeit als Bürgermeister eingeht. 2017 veröffentlichte er ein weiteres Buch, eine Sammlung fiktiver Briefe an seine Enkelinnen, für die er 2018 für den Newsday People’s Choice Book of the Year Award nominiert wurde. Im selben Jahr nahm er als Fotograf an einer Ausstellung zum Thema Obdachlosigkeit teil. Er ist Vorsitzender des Organisationskomitees von North Coast Jazz, einem trinidadischen Jazzfestival.
Lee Sings Schwiegertochter Laurel Lezama-Lee Sing leitet auch nach dem Austritt ihres Schwiegervaters aus der PNM das Referat für Öffentlichkeitsarbeit der Partei.

## Werke
- 2014: Local Government in Trinidad – Conspiracy Against the People (Lee Sing Arts)
- 2017: I Used to Live in Heaven: Letters to My Granddaughters (Lee Sing Arts)